# Гидигич
Гидиги́ч (рум. Ghidighici) — село в Молдове, входящее в состав  муниципия Кишинёв.
Гидигич расположен на реке Бык в 12 км от Кишинёва по трассе Кишинёв—Унгены.

## История
Известен с конца XIX века под названием Гидигишь.
По данным Бессарабской переписи населения 1817 года:
- Село Гидигишь относится к округу реки Бык Оргеевского цинута. Половина вотчины принадлежит каминарю Иоанну Прункулу, другая половина — резешская.
- Состояние села разряда В (посредственное).
- Статистика духовного сословия: 2 священника, 2 вдовы священников, 1 диакон, 1 пономарь.
- Статистика высшего сословия: 12 мазылов, 2 рупташа, 3 вдовы рупташей.
- Статистика низшего сословия: хозяйства царан — 80, хозяйства вдов царан — 4, хозяйства бурлаков (холостяков)— 13.

Всего: 111 мужских хозяйств и 9 вдовьих хозяйств.
26 января 1963 года село Гидигич получает статус «посёлок городского типа», в начале 1980-х годов передаётся в подчинение горсовета Кишинёва.
В 1994 году, после принятия закона об административно-территориальном устройстве Республики Молдова, статус Гидигича понижен до села.

## Описание села
В окрестностях Гидигича разрабатываются месторождения известняков, используемых в строительстве и для получения извести. После строительства Гидигичского водохранилища возле села была создана зона отдыха. В селе работают средняя школа, детский сад и другие учреждения.
День села празднуется 14 октября.

## Известные уроженцы
- Костин, Ион (1887—1940) — молдавский и румынский политик. Примар Кишинёва (1933—1937).
- Олейников, Илья Львович (настоящая фамилия — Клявер; род. 1947) — российский актёр, народный артист России.